# Straight to Hell (album)
Straight to Hell è un disco tributo agli Slayer.

## Brani
1. Necrophobic - Brutal Truth
2. South of Heaven - Abbadon of Venom
3. South of Heaven - The Electric Hellfire Club
4. Black Magic - Hypocrisy
5. Altar of Sacrifice - Hecate Enthroned
6. Piece by Piece - Mortician
7. Mandatory Suicide - Chapter 7
8. Fight till Death - Jungle Rot
9. Behind the Crooked Cross - Gigantor
10. Blood Red - Naked Lunch
11. Angel of Death - Brood
12. The Antichrist - Dissection
13. Chemical Warfare - Embraze